# Rayyanah Barnawi
Rayyanah Barnawi (en árabe: ريانة برناوي‎; nacida en septiembre de 1988 en Yeda) es una investigadora biomédica y la primera mujer astronauta de Arabia Saudita, seleccionada para la misión espacial privada Axiom Mission 2 como especialista de misión por la Comisión Espacial Saudí. Su selección se anunció oficialmente el 12 de febrero de 2023 y fue enviada a la Estación Espacial Internacional el 21 de mayo de 2023.
Tiene una licenciatura en Ciencias Biomédicas por la Universidad de Otago. También tiene una maestría en Ciencias Biomédicas de la Universidad Alfaisal, en donde estudió la adhesión de células madre de cáncer de mama; cuenta con nueve años de experiencia en la investigación de células madre cancerosas. Cuando fue seleccionada, trabajaba como técnica de laboratorio de investigación en el Centro de Investigación y Hospital Especializado Rey Faisal en Riad. Se espera que, como parte de la misión, realice experimentos en su campo, incluyendo un estudio del comportamiento de las células madre en gravedad cero.